# 1118 Hanskya
Az 1118 Hanskya (ideiglenes jelöléssel 1927 QD) egy kisbolygó a Naprendszerben. Szergej Beljavszkij és Nyikolaj Ivanov fedezte fel 1927. augusztus 29-én.